# Citinàcies
Cytinaceae és una família de plantes paràsites dividida en dos gèneres: Cytinus i Bdallophytum, que inclouen 10 espècies. Anteriorment aquests dos gèneres s'ubicaven a la família Rafflesiaceae en l'ordre Malpighiales. Actualment estan a l'ordre Malvales. Són plantes paràsites sense clorofil·la, són plantes natives de les regions temperades a les tropicals, originàries de la conca del Mediterrani, de Mèxic, Àfrica del Sud i Madagascar.